# Humbert van Thoire-Villars
Humbert van Thoire-Villars (overleden in maart 1400) was van 1394 tot aan zijn dood graaf van Genève. Hij behoorde tot het huis Thoire-Villars.

## Levensloop
Humbert was een zoon van heer Humbert VII van Thoire-Villars en diens echtgenote Maria, dochter van graaf Amadeus III van Genève.
In maart 1392 overleed zijn oom Peter van Genève. In diens testament werd Humbert aangesteld als erfgenaam, maar dit werd betwist door Peters jongere broer Robert, Tegenpaus Clemens VII. Robert nam de regering van Genève op zich, maar stelde Humbert in april 1393 aan als erfgenaam. Na de dood van de tegenpaus in december 1394 werd Humbert van Thoire-Villars alsnog graaf van Genève.
Zijn erfenis werd echter betwist door verschillende partijen: zijn grootmoeder Mathilde van Auvergne, weduwe van Amadeus III van Genève, en drie tantes langs moederskant; Blanche, weduwe van Hugo II van Chalon-Arlay, Johanna, echtgenote van Raymond V van Les Baux, prins van Orange, en Catharina, echtgenote van Amadeus van Piëmont. Ook Jan III van Chalon-Arlay, die gehuwd was met Maria van Baux, dochter van Raymond V van Baux en Johanna van Genève, liet zijn aanspraken op Genève gelden. Uiteindelijk werd Humbert op 23 december 1395 door Rooms-Duits koning Wenceslaus erkend als graaf van Genève.
Humbert overleed in maart 1400. Hij was sinds 15 november 1389 gehuwd met Louise van Poitiers, dochter van graaf Lodewijk II van Valentinois, maar het huwelijk was kinderloos gebleven. Hierdoor werd hij als graaf van Genève opgevolgd door zijn oom Odo van Thoire-Villars. Ook deze erfopvolging werd betwist, aangezien Odo geen enkele band had met het huis Genève.